# Face It Alone
Face It Alone – piosenka brytyjskiego zespołu rockowego Queen wydana w 2022 roku. Utwór napisany przez Briana Maya, Johna Deacona, Rogera Taylora i Freddiego Mercury’ego wydano 13 października jako singiel cyfrowy, a 18 listopada został wydany na nośniku fizycznym – 7-calowej płycie winylowej.
Nagraną w 1988 roku – ponad 30 lat przed publikacją – piosenkę Brian May wcześniej uznał za materiał „nie do uratowania”. 18 listopada 2022 roku utwór „Face It Alone” został wydany na wielopłytowym zestawie The Miracle Collector’s Edition. Piosenka znalazła się na pozycji 1. zestawień w 21 krajach (m.in. w Polsce) w serwisie iTunes.

## Teledysk
13 października 2022 roku w serwisie YouTube miała miejsce premiera materiału wideo z tekstem utworu „Face It Alone”. 21 października na oficjalnym kanale zespołu Queen na tym samym portalu upubliczniono teledysk w reżyserii Simona Luptona.

## Wykonawcy
- Freddie Mercury – wokal prowadzący i chórki, syntezator
- Brian May – gitara
- Roger Taylor – perkusja, instrumenty perkusyjne
- John Deacon – gitara basowa

## Listy przebojów
| Kraj   | Lista                         | Pozycja | Źr.    |
| ------ | ----------------------------- | ------- | ------ |
| BE-WAL | Ultratop 50 Singles (Walonia) | 45      | [ 10 ] |
| NL     | Single Top 100                | 1       | [ 11 ] |
| CA     | Canadian Digital Song Sales   | 15      | [ 12 ] |
| NZ     | Hot 40 Singles                | 17      | [ 13 ] |
| PL     | LP3                           | 2       | [ 14 ] |
| CH     | Singles Top 100               | 26      | [ 15 ] |
| SE     | Topplistan                    | 17      | [ 16 ] |
| HU     | Single Top 40 slágerlista     | 12      | [ 17 ] |
| GB     | UK Singles Chart              | 90      | [ 18 ] |
| US     | Digital Song Sales            | 36      | [ 19 ] |